# Mississippi Goddam
„Mississippi Goddam” (lansat inițial ca „Mississippi *@!!?*@!” și în traducere „Mississippi, la naiba”) este un cântec scris și interpretat de cântăreața și pianista americană Nina Simone, care a declarat acest cântec drept „prima ei melodie despre drepturile civile”. Piesa a fost lansată pe albumul ei Nina Simone in Concert în 1964, album care s-a bazat pe înregistrările a trei concerte pe care le-a susținut la Carnegie Hall la începutul aceluiași an. Albumul a fost prima ei lansare pentru casa de discuri olandeză Philips Records și marchează o schimbare spre politică a muzicii ei din această perioadă.
Simone a compus „Mississippi Goddam” în mai puțin de o oră. Împreună cu piesele „Ain’t Got No, I Got Life”, „Four Women” și „To Be Young, Gifted and Black”, este unul dintre cele mai faimoase cântece de protest ale ei. În 2019, „Mississippi Goddam” a fost selectată de Biblioteca Congresului Statelor Unite ale Americii pentru a fi păstrată în Registrul Național de Înregistrări pentru că este o lucrare „semnificativă din punct de vedere cultural, istoric sau estetic”.

## Interpretare
Cântecul surprinde răspunsul lui Nina Simone la crimele motivate rasial ale lui Emmett Till și Medgar Evers din Mississippi, la atentatul de la Biserica Baptistă de pe Strada 16 din Birmingham, Alabama, unde patru copii de culoare au murit, precum și la atentatul la școala elementară Hattie Cotton și la protestele sit-in din Nashville, Tennessee. În înregistrarea din concert, ea anunță sarcastic cântecul ca fiind „o melodie de spectacol, doar că spectacolul nu a fost încă scris”. Cântecul începe liniștit, cu o senzație de melodie de spectacol, dar își arată devreme concentrarea politică cu refrenul „Alabama m-a supărat atât de mult, Tennessee m-a făcut să-mi pierd odihna și toată lumea știe despre Mississippi,la naiba.” În cântec, ea mai spune: „Ei continuă să spună „mergi încet”... a face lucrurile treptat ar aduce mai multă tragedie. De ce nu vezi? De ce nu simți? Nu știu, nu știu. Nu trebuie să trăiești lângă mine, doar dă-mi egalitatea mea!”

## Recepție
Simone a cântat prima dată melodia la clubul de noapte Village Gate din Greenwich Village și, la scurt timp după aceea, în martie 1964, la Carnegie Hall, în fața unui public preponderent alb. Înregistrarea de la Carnegie Hall a fost lansată ulterior ca single și a devenit un imn în timpul Mișcării pentru Drepturile Civile. „Mississippi Goddam” a fost interzis în mai multe state din sud. Cutii cu single-uri promoționale trimise la posturile de radio din toată țara au fost returnate cu fiecare disc rupt în jumătate.
Simone a cântat melodia în fața a 10.000 de oameni la sfârșitul marșurilor de la Selma la Montgomery, când ea și alți activiști de culoare, inclusiv Sammy Davis Jr., James Baldwin și Harry Belafonte, au ieșit alături de protestatari din zona limitată de poliției.

## Moștenire
În 2021, „Mississippi Goddam” a fost inclusă de Rolling Stone pe locul 172 în „Top 500 Cele mai importante cântece din toate vremurile. În 2022, American Songwriter a clasat cântecul pe locul trei pe lista lor cu cele mai bune 10 cântece ale lui Nina Simone, iar în 2023, The Guardian a clasat cântecul pe locul unu pe lista lor cu cele mai bune 20 de cântece ale lui Nina Simone.